# Rózsa György (könyvtáros)
Rózsa György (Nagyvárad, 1922. október 13. – Budapest, 2005. december 17.) diplomata, könyvtáros, a Magyar Tudományos Akadémia Könyvtárának és az ENSZ genfi könyvtárának főigazgatója, a közgazdaság-tudomány doktora, az Eötvös Loránd Tudományegyetem Bölcsészettudományi Karának címzetes egyetemi tanára. Rózsa Gábor (1947) statisztikus és Rózsa Mihály (1953–2007) történész apja, Rózsa Dávid (1982) könyvtáros, Rózsa Dániel, Rózsa Eszter és Rózsa Ádám nagyapja.

## Életútja

### Ifjúkora
Tanulmányait Nagyváradon, Bukarestben és Budapesten végezte. 1944-ben a Kasztner-vonat utasaként – későbbi feleségével együtt – Bergen-Belsenbe deportálták. Svájcban, a Caux sur Montreux-i internálótáborban érte meg a háború végét.
Pályája kezdetén, 1946-tól a Külügyminisztérium kulturális, majd elnöki osztályán dolgozott. 1948 tavaszán a moszkvai magyar nagykövetségre helyezték át, ahol Szekfű Gyula, utóbb Molnár Erik mellett szolgált. Követségi titkárként (és ideiglenes ügyvivőként) a protokoll-, a futár-, a hadifogoly- és a nem kárpátaljai repatriációs ügyeket intézte. Diplomáciai karrierjének kistarcsai internálása vetett véget.

### Szakmai pályafutása
1951-től a Népkönyvtári Központ munkatársaként folytatta tevékenységét. 1954-ben a Közgazdaságtudományi Intézet könyvtárosaként kezdett az Akadémián. 1960. június 30-ától az MTA Könyvtárának az igazgatója, 1977. október 1-jétől 1996. június 30-áig főigazgatója volt. 1969 és 1975 között, megszakítva budapesti könyvtárvezetői működését, az ENSZ genfi könyvtárának főkönyvtárosi posztját töltötte be. E minőségben ő volt a szervezet második vezetője a világháború után.
Az MTA és különböző nemzetközi szervezetek képviseletében számos konferencián vett részt. Tisztségeket töltött be hazai és nemzetközi szakmai testületek (például a bécsi székhelyű Európai Társadalomtudományi Együttműködés, a hágai Nemzetközi Dokumentációs Szövetség Társadalomtudományi Osztályozási Bizottsága és 1988-tól a párizsi Nemzetközi Bibliológiai Társaság) vezetőségében, közreműködött szakfolyóiratok – többek között a Magyar Könyvszemle (1961–1969), a Könyvtári Figyelő (1979–1980), az ECSSID Bulletin (1979–), az angol Alexandria (1990–) és International Journal of Information and Library Research (1990–) – szerkesztőbizottságában.
1988-ban az ELTE Bölcsészettudományi Kar címzetes egyetemi tanára lett. A Könyvtártudományi és Informatikai Tanszéken speciálkollégiumokat és posztgraduális kurzusokat tartott. 1996-os nyugdíjba vonulását követően a Pro Bibliotheca Alapítvány elnökeként folytatta az akadémiai és az általános könyvtárügy segítését.
1963-ban a közgazdaságtudomány kandidátusa, 1988-ban akadémiai doktora lett.

## Munkássága
Kutatási területe a szakirodalmi informatika elmélete és módszertana volt; témájának társadalomtudományi, közgazdasági, kutatásszervezési és nemzetközi összefüggéseit is vizsgálta. Magyar és idegen nyelven több mint ötszáz publikációja jelent meg. Összegzései közül a Tudományos tájékoztatás és társadalom című monográfiát és Információ: az igényektől a szükségletekig. Nemzeti adottságok és nemzetközi együttműködés a tudományos információgazdálkodásban című disszertációját angolul is kiadták.
A nyolcvanas években részt vett a hazai bibliológiai kutatások újraindításában, a könyvtárosok akadémiai tudományos minősítését végző bizottságok felállításában, irányította az Akadémiai Könyvtár modernizálását. Az Arany János utcai akadémiai bérház könyvtárrá való átalakítását közel másfél évtizedig szervezte. E munka eredményeként 1988. november 3-án avatták föl a Könyvtár új otthonát.
A kultúra a maga összetett voltában döntően meghatározza a munkához való viszonyt. Ebből következik a kultúra közgazdasági tényező jellege is
Az 1990-es évektől több tanulmányában és esszéjében értekezett az információs társadalomról és a fejlődő országok támogatásának új formáiról. A kulturális örökség és az elektronizációs forradalom „összebékítését” tartotta a 21. század egyik legfontosabb kihívásának. A legelmaradottabb térségek felemelésének egyik lehetőségét a Multifunkcionális Alkalmazott Munkakészségi Alap, a MAMA-rendszer létrehozásában, vagyis a kulturális intézmények (nemzeti könyvtár, levéltár, könyvkiadás és -terjesztés) „egy fedél alá” vonásában látta.
Vitacikkeiben főleg a magyar könyvtárüggyel foglalkozott, de megszólalt a szólásszabadság és a délszláv háború utáni kulturális rehabilitáció kérdésében is. Pályafutása jellemző epizódjait megörökítő tízrészes sorozatát a Könyv, Könyvtár, Könyvtáros jelentette meg 1995 és 2002 között. Versei, aforizmái, útirajzai és az ötvenes éveket megidéző történetei két kiadásban láttak napvilágot. A vele készült életútinterjú két fejezete a Könyvtári Levelező/lapban, az interjú szövegén alapuló életrajza az MTA Könyvtár és Információs Központ és a KSH Könyvtár kiadásában látott napvilágot.

## Alapítványa
1990-ben két fiával létrehozta az első feleségéről, Robitsek Borbála (1920–1967) óvónőről elnevezett Rózsa Borka Alapítványt, amelynek célja a végzős magyarországi óvodapedagógus-hallgatók támogatása.

## Emlékezete

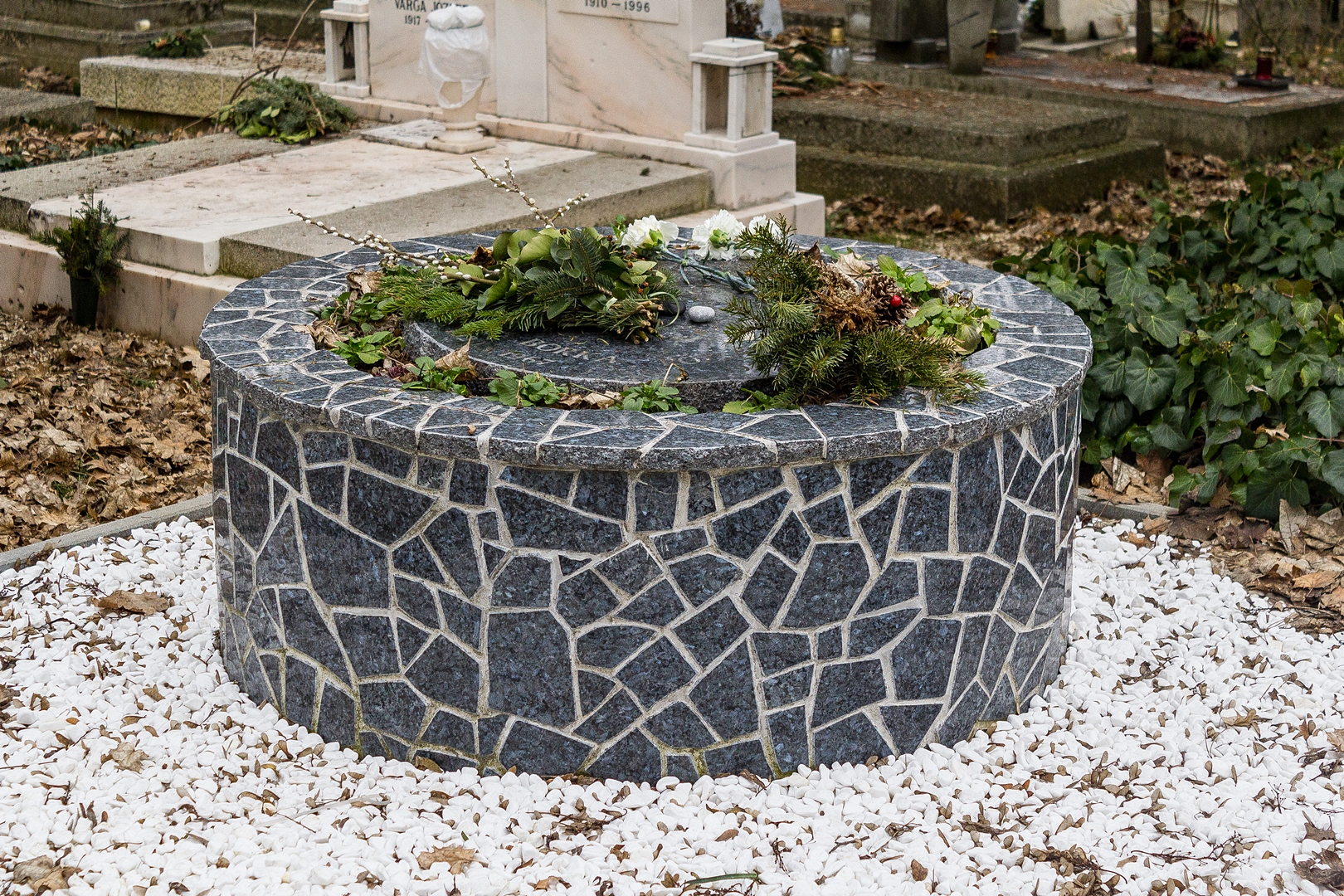
Rózsa György síremléke a Farkasréti temetőben

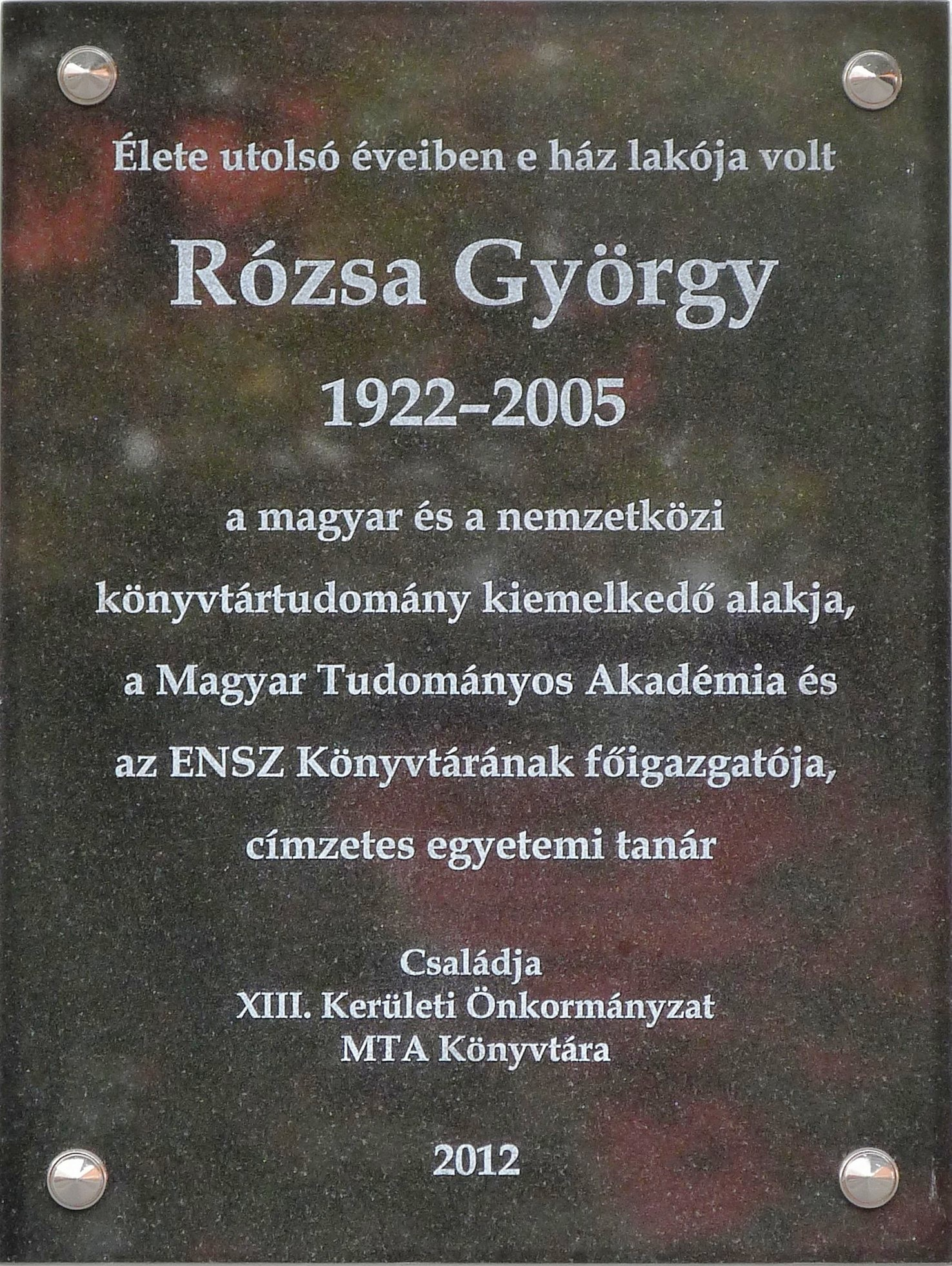
Rózsa György emléktáblája egykori lakhelyén (Budapest, XIII. ker. Csanády u. 4/b.)

2008. november 19-én az Akadémiai Könyvtár Vasarely-termében ünnepi ülésen emlékeztek meg életéről, tudományos és könyvtárvezetői tevékenységéről. Az eseményen felszólalt Náray-Szabó Gábor főigazgató, Vámos Tibor akadémikus, Tamás Pál szociológus, Sebestyén György, az ELTE BTK Könyvtártudományi Tanszékének vezetője és Bánhegyi Zsolt, az Akadémiai Könyvtár osztályvezetője.
2012. október 12-én születésének kilencvenedik évfordulója alkalmából emléktáblát avattak utolsó, újlipótvárosi otthona falán.
2015. március 4-én könyvbemutatóval egybekötött megemlékezésre került sor tiszteletére az MTA Könyvtár és Információs Központ konferenciatermében Monok István, Rózsa Dávid, Csurgay Árpád és Murányi Lajos előadásával.

## Díjai, kitüntetései
- Felszabadulási Jubileumi Emlékérem (1970)
- Nemzetközi Levéltári Tanács díszérme (1977)
- Szabó Ervin-emlékérem (1981)
- Munka Érdemrend arany fokozata (1982)
- Szocialista Magyarországért érdemrend (1989)
- Magyar Köztársasági Érdemrend tisztikeresztje (1995)
- Pro Scientia Hungarica (1996)
- A Bolyai János Alapítvány Bolyai-díja (2004)

## Főbb művei

### Szakirodalmi munkái
- A közgazdasági kutatás forrásai és segédletei. Tájékoztatási bibliográfiai kézikönyv (Haraszthy Gyula előszavával; Budapest, 1959, Közgazdasági és Jogi Könyvkiadó)
- A magyar társadalomtudományok az UNESCO kiadványaiban | Les sciences soliales Hongroises dens les publications de l'UNESCO (Budapest, 1960)
- The documentation of science organization as an emerging new branch of scientific information (Budapest, 1962, Magyar Tudományos Akadémia Könyvtára)
- Hagyomány és korszerűség : az Akadémiai Könyvtár távlati fejlesztéséről (Budapest, 1964, MTA Könyvtára)
- Részvételünk és lehetőségek a nemzetközi társadalomtudományi dokumentációban  (Budapest, 1964, MTA Könyvtára)
- A társadalomtudományi kutatás és a tudományszervezés tájékoztatási problémái (Budapest, 1965, Akadémiai Kiadó)
- Some considerations of the role of scientific libraries in the age of the scientific and technical revolution : an essay and approach to the problem  (Budapest, 1970, Magyar Tudományos Akadémia Könyvtára)
- Tudományos tájékoztatás és társadalom (Budapest, 1972, Akadémiai Kiadó)
- Scientific Information and Society (The Hague – Paris, 1973, Mouton)
- „Tudományok és művészségek szeretete…” Írások az MTA Könyvtáráról (Budapest, 1986, MTA Könyvtára)
- Information: From Claims to Needs. National Aptitudes for International Co-operation in Scientific Information Economy (Köpeczi Béla előszavával; Budapest, 1988, Kultúra – Library of HAS)
- Kulturális örökség és információs társadalom (Fejtő Ferenc előszavával; Budapest, 1995, Argumentum)
- Ante-equilibrium. Vitairat a fejlődő országok esélyegyenlőségéről (Fejtő Ferenc és Farkas János előszavával; Budapest, 2004, Argumentum)

### Szépirodalmi kötetei
- Bal kezem öt ujja az Ingres-hegedűn (Budapest, 1994, Argumentum)
- Változatok Ingres hegedűjére és Chagall-inspirációk (Kabdebó Tamás előszavával; Budapest, 2001, Argumentum)
- Rózsa György–Rózsa Dávid: Legvégül a tópart. (Ön)életrajz két kézre; MTAK–KSH Könyvtár, Bp., 2015

### Életrajz

A Legvégül a tópart című kötet borítója

- Rózsa György – Rózsa Dávid: Legvégül a tópart. (Ön)életrajz két kézre. Budapest, 2015, MTA Könyvtár és Információs Központ – KSH Könyvtár.

### Cikkek, tanulmányok
- Bánhegyi Zsolt: Búcsúbeszéd Rózsa György ravatalánál. Könyvtári Levelező/lap, 2006. 1. sz. 14–15. o.
- Csurgay Árpád: Emlékezés Rózsa Györgyre.[halott link] Könyv, Könyvtár, Könyvtáros, 2013. 2. sz. 53. o.
- Fejtő Ferenc: Búcsú Rózsa Györgytől. Népszava, 2006. január 9. 7. o.
- Gregorovicz Anikó: In memoriam Rózsa György. Könyv, Könyvtár, Könyvtáros, 2009. 3. sz. 39–40. o.
- Rózsa Dávid: A kilencvenedik év. Rózsa György emlékezete.[halott link] Könyv, Könyvtár, Könyvtáros, 2013. 2. sz. 54. o.
- Sonnevend Péter: Rózsa György (1922–2005). Könyv, Könyvtár, Könyvtáros, 2006. 2. sz. 53–55. o.
- Sz[ále] L[ászló]: Rózsa György 1922–2005. Magyar Hírlap, 2006. január 9. 17. o.
- Tamás Pál: A könyvtáros elment. Népszabadság, 2006. január 9. 12. o.
- Vajda Kornél: Tisztelgés Rózsa György előtt. Könyv, Könyvtár, Könyvtáros, 1998. 3. sz. 49–51. o.
- Vámos Tibor: Rózsa György (1922–2006). Archiválva 2016. március 5-i dátummal a Wayback Machine-ben Magyar Tudomány, 2006. 3. sz. 373. o.

### Lexikoncikkek
- Kortárs magyar írók 1945–1997. Bibliográfia és fotótár II. (K–Z). Szerk.: F. Almási Éva. Budapest, 2000, Enciklopédia. 282. o.
- MTI Ki kicsoda 2006 II. (L–Z). Főszerk.: Hermann Péter. Budapest, 2005, MTI. 1462. o.
- Révai új lexikona XVI. (Rac–Sy). Főszerk.: Kollega Tarsoly István. Szekszárd, 2005, Babits. 375. o. ISBN 963-955-626-2

### Bibliográfia
- Dr. Rózsa György 1985–2005 közötti írásainak válogatott bibliográfiája. Összeáll.: Murányi Lajos – Bánhegyi Zsolt. 2006. február 1.
- Rózsa György műveinek válogatott bibliográfiája. In Rózsa György – Rózsa Dávid: Legvégül a tópart. (Ön)életrajz két kézre. Budapest, 2015, MTA Könyvtár és Információs Központ – KSH Könyvtár. 199–224. o.
- Rózsa György szakirodalmi munkássága 1959–1991. Válogatott bibliográfia. Összeáll.: Fekete Gézáné. In „Gondolatok a könyvtárban”. Szerk.: Domsa Károlyné – Fekete Gézáné – Kovács Mária. Budapest, 1992, MTA Könyvtára. 13–28. o.